# Confederación de Grupos del Ejército Liberal

Bandera usada por los guerrilleros magonistas.

La Confederación de Grupos del Ejército Liberal, también conocidos como magonistas o pelemistas, fueron grupos armados revolucionarios que, con base en el Programa del Partido Liberal Mexicano (PLM), lucharon contra la dictadura de Porfirio Díaz desde 1906 y buscaban extender una revolución social que aboliera todo gobierno y propiedad privada. Portaban una bandera roja con el lema en letras blancas Tierra y Libertad, mismo que más tarde prohijó Emiliano Zapata y otros revolucionarios, pero sin asumir toda la concepción política del PLM.
El PLM estuvo fuertemente influenciado por los ideales de insurrección anarquista de los hermanos Flores Magón, por lo que la prensa y las autoridades los llamaron «magonistas» en sentido despectivo, aunque ellos preferían llamarse a sí mismos «liberales» y después simplemente «anarquistas» ya que decían no luchaban por un jefe al cual encumbrar en el poder sino por el ideal de Pan, Tierra y Libertad para todos. El Ejército Liberal tuvo contacto con jefes zapatistas y villistas, pero nunca estableció alianzas formales con estos pues los magonistas consideraban que la revolución debía ser en contra el Estado capitalista y a favor del comunismo libertario, no solo por el reparto de tierra, el cambio de presidente o la búsqueda de poder político.

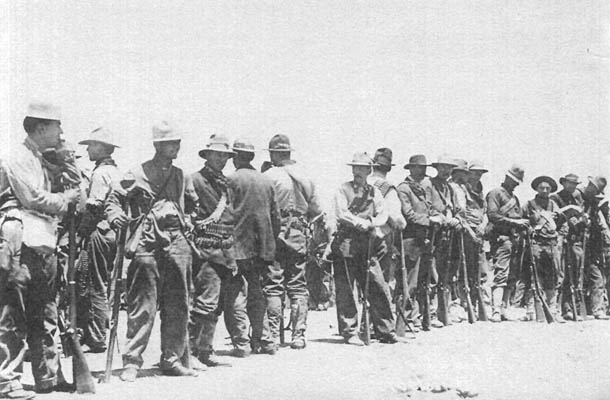
Soldados magonistas que tomaron la ciudad de Tijuana en 1911

## Principales jefes y oficiales

### Junta del Partido Liberal Mexicano
- Ricardo Flores Magón
- Enrique Flores Magón
- Práxedis G. Guerrero
- Librado Rivera
- Anselmo L. Figueroa

### Confederación de Grupos Revolucionarios del Norte
- Primitivo Gutiérrez
- José M. Rangel
- Gabriel Tijerina
- Apolinar Iglesias
- Prisciliano Silva

#### División del Ejército Liberal en Baja California
- Fernando Palomares
- José M. Leyva
- Simón Berthodfld
- Emilio Guerrero
- Manuel M. Diéguez
- John R. Mosby
- Eutasio Pérez Castro
- Heraclio Romero
- Tirso de la Toba
- Carl Ap Rhys Pryce

### Veracruz
- Hilario C. Salas
- José Neira Gómez
- Santana Rodríguez Palafox
- Cándido Donato Padua
- Gabriel Hernández